# Jacob Knyff

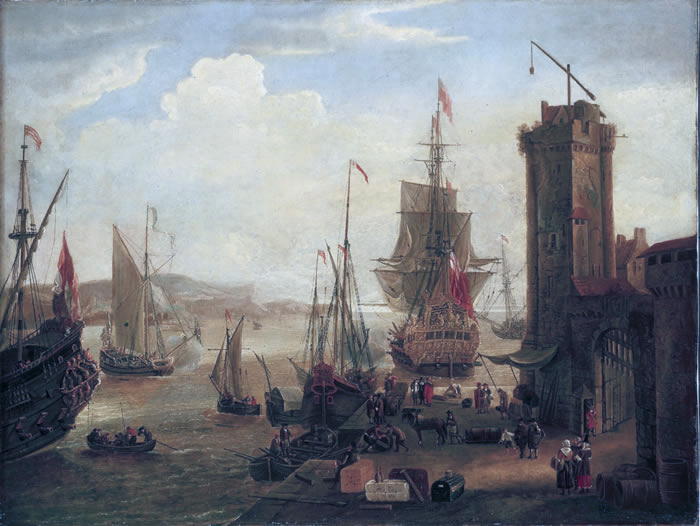
Engelse en Nederlandse schepen laden goederen in een haven. 1673. Londen, National Maritime Museum.

Jacob Knyff (Haarlem, gedoopt op 1 januari 1640 – Londen, 1681) was een Nederlands schilder.
Knyff was de oudste zoon van de schilder Wouter Knijff, en de halfbroer vande kunstschilders Willem and Leendert Knijff. Hij werd als schilder waarschijnlijk door zijn vader opgeleid. Vanwege de door hem geschilderde Italiaanse havengezichten wordt aangenomen dat hij in Italië is geweest. Hij specialiseerde zich in topografische landschappen. In 1670 had hij een atelier in Parijs, waar in 1671 Johannes Glauber een leerling van hem was.  In het rampjaar 1672 verhuisde hij echter naar Engeland. De toenmalige koning van dat land, Karel II, nodigde Nederlandse kunstenaars uit om aan zijn hof te werken. Hier schilderde hij kust- en rivierlandschappen en afbeeldingen van havens en steden. Er wordt aangenomen dat hij in 1673 voor de familie Berkeley werkte, aangezien er in Berkeley Castle enkele werken van zijn hand bewaard zijn gebleven. 
Knyff woonde in Engeland tot zijn overlijden in 1681.
- Biografisch Portaal: 08116270
- RKD-Nederlands Instituut voor Kunstgeschiedenis: 45171
- Union List of Artist Names: 500011443
- Virtual International Authority File: 95750690